# Janet Gourlay
Janet Agnes Gourlay (Dundee, 1863-Kempshot Park, 1912) fue una arqueóloga, egiptóloga y viajera británica, pionera en la investigación en este campo.

## Biografía
Estudió en el University College de Londres con William Matthew Flinders Petrie, quien le presentó en Luxor, Egipto a Margaret Benson en 1896. Trabajó con ella como asistente durante dos campañas de excavación en el complejo de Mut en Karnak, Tebas, en Egipto, durante 1896 y 1897. Se hicieron amigas y Gourlay colaboró en el estudio de los trabajos y sus publicaciones. Ello se materializó en 1899 en la publicación de un libro titulado The Temple of Mut in Asher: an Account of the Excavation of the Temple and of the Religious Representations and Objects found therein, as illustrating the History of Egypt and the main Religious Ideas of the Egyptians. También publicó un artículo con el profesor Percy Newberry sobre dos monumentos de Mentu-em-hat, en el cual relata la expedición en el recinto de Mut.